# Evaldas Šaulys
Evaldas Šaulys (Klaipėda, 4 marzo 1993) è un cestista lituano.